# Željezno-okolica
Kotar Željezno-okolica (njem: Bezirk Eisenstadt-Umgebung, mađ:Kismartoni járás) je jedna od sedam administrativnih jedinica u austrijskoj saveznoj državi Gradišće. Sjedište kotara je grad Željezno, iako je Željezno središte kotara on ima poseban status i ne ubraja se u podatke za kotar Željezno-okolica, ujedno Željezno je i glavni grad savezne države Gradišća.

## Administrativna podjela
Kotar Željezno-okolica dijeli se na 23 administrativne jedinice, od kojih je dva grada,  10 tržišnih gradova i 11 općina.
| Administrativna podjela kotara Željezno-okolica | Administrativna podjela kotara Željezno-okolica | Administrativna podjela kotara Željezno-okolica | Administrativna podjela kotara Željezno-okolica |
| Općina                                          | Hrvatsko ime                                    | Mađarsko ime                                    | Broj stanovnika 31.10.2011                      |
| Grad                                            | Grad                                            | Grad                                            | Grad                                            |
| ----------------------------------------------- | ----------------------------------------------- | ----------------------------------------------- | ----------------------------------------------- |
| Neufeld an der Leitha                           | Novo Selo                                       | Lajtaújfalu                                     | 3.182                                           |
| Purbach am Neusiedler See                       | Porpuh                                          | Feketeváros                                     | 2.713                                           |
| Tržišni grad                                    |                                                 |                                                 |                                                 |
| Breitenbrunn am Neusiedler See                  | Patipron                                        | Fertőszéleskút                                  | 1.902                                           |
| Donnerskirchen                                  | Bijela Crikva                                   | Fertőfehéregyháza                               | 1.742                                           |
| Großhöflein                                     | Velika Holovajna                                | Nagyhöflány                                     | 1.929                                           |
| Hornstein                                       | Vorištan                                        | Szarvkő                                         | 2.758                                           |
| Loretto                                         | Lovreta                                         | Lorettom                                        | 463                                             |
| Oggau am Neusiedler See                         | Cokula                                          | Oka                                             | 1.799                                           |
| Sankt Margarethen im Burgenland                 | Sveta Margareta                                 | Szent-Margit                                    | 2.710                                           |
| Siegendorf                                      | Cindrof                                         | Cinfalva                                        | 2.938                                           |
| Steinbrunn                                      | Štikapron                                       | Büdöskút                                        | 2.370                                           |
| Wulkaprodersdorf                                | Vulkaproderštof                                 | Vulkapordány                                    | 1.878                                           |
| Općine                                          |                                                 |                                                 |                                                 |
| Klingenbach                                     | Klimpuh                                         | Kelénpatak                                      | 1.166                                           |
| Leithaprodersdorf                               | Lajtaproderštof                                 | Lajtapordány                                    | 1.157                                           |
| Mörbisch am See                                 | Merbiš                                          | Fertőmeggyes                                    | 2.319                                           |
| Müllendorf                                      | Melindof                                        | Szárazvám                                       | 1.329                                           |
| Oslip                                           | Uzlop                                           | Oszlop                                          | 1.288                                           |
| Schützen am Gebirge                             | Česno                                           | Sérc                                            | 1399                                            |
| Stotzing                                        | Štucinga                                        | Lajtaszék                                       | 802                                             |
| Trausdorf an der Wulka                          | Trajštof                                        | Büdöskút                                        | 1.906                                           |
| Wimpassing an der Leitha                        | Vimpas                                          | Vimpác                                          | 1.263                                           |
| Zagersdorf                                      | Cogrštof                                        | Zárány                                          | 988                                             |
| Zillingtal                                      | Celindof                                        | Völgyfalu                                       | 935                                             |

## Vanjske poveznice
- Savezna Država Gradišće Kotar Željezno-okolica  Arhivirana inačica izvorne stranice od 12. svibnja 2012. (Wayback Machine)